# Rausovac
Rausovac is een plaats in de gemeente Hrvatska Kostajnica in de Kroatische provincie Sisak-Moslavina. De plaats telt 26 inwoners (2001).